# 김성수 (범죄인)
김성수(1989년 ~ )는 서울 강서구 PC방 살인 사건의 범인이다.

## 생애
1989년, 서울특별시 강서구에서 2남 중 장남으로 태어났다. 학창 시절에는 아무런 사고도 안 치고 오히려 내성적인 학생이었다고 한다. 2008년 강서공업고등학교를 졸업한 후, 온갖 잡일 등을 하면서 생계를 꾸려나갔다. 하지만 차츰 사소한 시비에 의한 폭력사건이 자주 있었고 범행 당시에는 이미 상해 전과 2범이었다. 2009년에는 공동상해 혐의로 벌금 50만 원, 이후 폭행 혐의로 70만 원을 선고받았다. 2011년에는 그가 일하던 고등학교 급식실에서 동생과 함께 다른 직원과 싸움을 벌였다가 제지당했다. 피해자는 전치 4주를 진단받았다고 한다.

## 사건
김성수는 2018년 10월 14일 오전, 서울 강서구의 한 PC방에서 아르바이트 직원 신 모(1998년생 남성, 당시 20세)의 목과 얼굴 등을 흉기로 총 80여 차례 찔렀고, 피해자는 결국 인근 병원으로 이송되어 응급처치를 받던 중 과다출혈로 사망했다.

## 판결
김성수는 2019년 1·2심에서 징역 30년을 선고받았고, 대법원 상고를 취하함에 따라 징역 30년형이 확정됐다.

## 같이 보기
- 서울 강서구 PC방 살인 사건
- 김성민
- 부산 또래 여성 살인 사건